# Las Ramadas
Las Ramadas är en ort i Mexiko.   Den ligger i kommunen Mezquital och delstaten Durango, i den centrala delen av landet, 700 km nordväst om huvudstaden Mexico City. Las Ramadas ligger 2 546 meter över havet och antalet invånare är 119.
Terrängen runt Las Ramadas är kuperad söderut, men norrut är den bergig. Las Ramadas ligger uppe på en höjd. Runt Las Ramadas är det mycket glesbefolkat, med 3 invånare per kvadratkilometer. Närmaste större samhälle är Santa María de Ocotán, 15,1 km sydost om Las Ramadas. I omgivningarna runt Las Ramadas växer huvudsakligen savannskog.